# جلان إدوارد كونراد
جلان إدوارد كونراد (بالإنجليزية: Glen E. Conrad)‏ هو محامي وقاضي أمريكي، ولد في 1949 في رادفورد في الولايات المتحدة.